# Útočný odznak pěchoty
Útočný odznak pěchoty (německy: Infanterie Sturmabzeichen) byl německý válečný odznak udílený vojákům Waffen-SS a Wehrmachtu za druhé světové války.

## Jednotlivé verze odznaku

### Stříbrná
Stříbrná verze byla zavedena 20. prosince roku 1939 velitelem OKH polním maršálem Waltherem Brauchitschem. Byla udílena vojákům pěchoty po splnění alespoň jednoho následujících kritérií:
- Podílení se na třech nebo více pěchotních útocích.
- Podílení se na třech nebo více pěchotních proti-útocích.
- Podílení se na třech nebo více ozbrojených průzkumných operacích.
- Podílení se na obsazení bojové pozice v boji muže proti muži.
- Podílení se tři samostatné dny na zpětném vybojování bojové pozice.

### Bronzová
Bronzová verze byla zavedena 1. června roku 1940 a byla udílena motorizovaným obrněným jednotkám po splnění alespoň jednoho z následujících kritérií:
- Podílení se na třech nebo více motorizovaných pěchotních útocích.
- Podílení se na třech nebo více motorizovaných pěchotních proti-útocích.
- Podílení se na třech nebo více motorizovaných ozbrojených průzkumných operacích.
- Podílení se na obsazení bojové pozice v motorizovaném boji muže proti muži.
- Podílení se tři samostatné dny na zpětném vybojování motorizované bojové pozice.

## Vzhled
Odznak byl navržen firmou C. E. Junker v Berlíně, při čemž jeho tvar je oválný a na každé straně má čtyři dubové listy. V horní části odznaku je německá orlice svírající v drápech svastiku a přes odznak je napříč umístěna puška Mauser Kar 98k s bajonetem. Spodní strana odznaku je rovná a je zde špendlík k připnutí.
V roce 1957 byl vzhled odznaku stejný s výjimkou svastiky, která byla odstraněna.